# Gura Solcii
Gura Solcii – wieś w Rumunii, w okręgu Suczawa, w gminie Grănicești. W 2011 roku liczyła 707 mieszkańców. 